# 17567 Hoshinoyakata
17567 Hoshinoyakata è un asteroide della fascia principale. Scoperto nel 1994, presenta un'orbita caratterizzata da un semiasse maggiore pari a 2,7805038 UA e da un'eccentricità di 0,1560124, inclinata di 8,73193° rispetto all'eclittica.